# Vibraslap

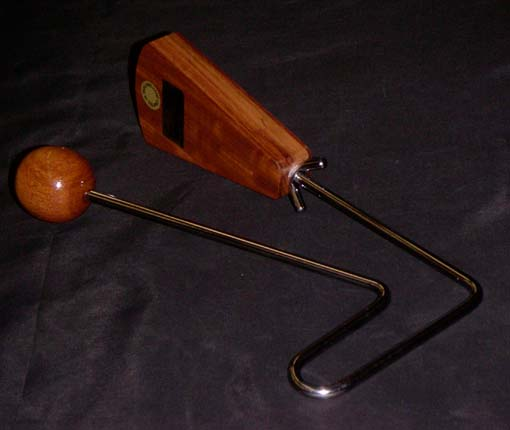
Vibraslap manufacturado por LP.

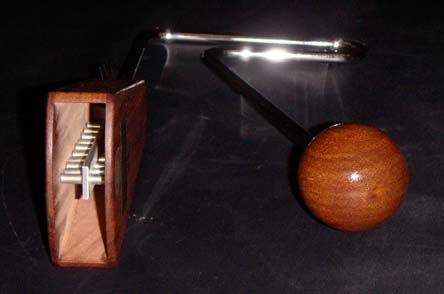
Vibraslap mostrando los dientes de metal.

El vibraslap (también conocido como trafaplás o Turrum) es un instrumento de percusión consistente de una pieza de alambre duro (doblado con forma de manija) que conecta una bola de madera con un bloque de madera que dentro posee "dientes" de metal. Cuando el percusionista sostiene la manija en una mano y golpea la bola (generalmente contra la palma de su otra mano), los dientes del metal vibran contra el bloque de madera, causando un repiqueteo distintivo: 
Los vibraslaps pueden encontrarse en varios tamaños y de materiales.
El vibraslap fue creado por Martin Cohen, fundador de la compañía Latin Percussion. Es empleado en efectos especiales y en música latina. También es empleado por bandas de rock alternativo como Cake. Se puede oír en la canción de R.E.M. Orange Crush, en Nuttin' But a G Thang de Dr. Dre, Crazy Train de Ozzy Osbourne, Sweet Emotion de Aerosmith, The Dark Eternal Night de Dream Theater, Zomby Woof de Frank Zappa, en Close But No Cigar de "Weird Al" Yankovic, Green Tamboutine de The Lemon Pipers también en Rattlesnake y Hot Wax de King Gizzard & The Lizard Wizard.
El instrumento es el descendiente moderno del jawbone o quijada, que era empleado como un primitivo instrumento de percusión.